# Nationale Kas voor Rampenschade
De Belgische Nationale Kas voor Rampenschade, beter bekend als het Rampenfonds betaalt schadevergoedingen uit in opdracht van de Federale Overheidsdienst Financiën. Het omvat de volgende fondsen die worden beheerd door de Federale Overheidsdienst Binnenlandse Zaken:
- Nationaal Fonds voor Landbouwrampen
- Nationaal Fonds voor Algemene Rampen

Een belangrijk inkomen is een dotatie van de Nationale Loterij.
Het werd oorspronkelijk in 1948 opgericht voor de oorlogsschade na de Tweede Wereldoorlog en werd ook gebruikt voor schade voortkomend uit de onafhankelijkheidsstrijd van Congo. In 1976 werd de bevoegdheid van de Kas uitgebreid naar schade ten gevolge van overstromingen.
In het Vlinderakkoord van 2011 staat dat dit fonds geregionaliseerd zal worden.